# Wavre
Wavre (nid. Waver, wa. Wåve, vls. Woaver, pcd. Auve) – miasto w środkowej Belgii, w Regionie Walońskim, siedziba administracyjna prowincji Brabancja Walońska, w okręgu Nivelles. 1 stycznia 2024 r. liczyło 35 558 mieszkańców i zajmowało powierzchnię 42,11 km². Pod względem liczby mieszkańców jest największym miastem w prowincji.

## Podział administracyjny
W skład gminy wchodzą dwie dzielnice (section):
- Bierges
- Limal